# One Piece: Maboroshi no Grand Line bōkenki
One Piece: Maboroshi no Grand Line bōkenki (ONE PIECE 幻のグランドライン冒険記！?, Wan Pīsu: Maboroshi no Gurando Rain bōkenki), è un videogioco di ruolo pubblicato da Banpresto e sviluppato da Alpha Unit, per Game Boy Color, basato sul manga e anime One Piece. Questo videogioco è uscito esclusivamente in Giappone.

## Trama
La trama del videogioco copre l'arco narrativo dell'anime dall'inizio fino a Whiskey Peak, inclusa la storia di Apis, non presente nel manga.

## Modalità di gioco
Il gameplay è quello di un RPG. Nel gioco è possibile utilizzare i personaggi, decidendo le mosse da eseguire durante il combattimento. Lo sviluppo di gioco è molto simile a quello di One Piece: Yume no Rufi Kaizoku dan Tanjou!, videogioco anch'esso pubblicato da Banpresto e sviluppato da Alpha Unit.

## Personaggi
- Monkey D. Rufy
- Roronoa Zoro
- Nami
- Usop
- Sanji
- Nefertari Bibi
- TonyTony Chopper
- Morgan
- Albida
- Bagy
- Shushu
- Kuro
- Jango
- Creek
- Gin
- Arlong
- Smoker
- Tashigi
- Golass
- El Dorago
- Mr. 9
- Igaram
- Miss Monday
- Mr. 5
- Miss Valentine
- Mr. 3
- Miss Goldenweek
- Shanks
- Drakul Mihawk
- Pandaman

## Accoglienza
Al momento dell'uscita, i quattro recensori della rivista Famitsū hanno dato un punteggio di 23/40.